# Bryophryne
Bryophryne es un género de anfibios anuros de la familia Craugastoridae. Bryophryne estaba antes incluido en el género Phrynopus. Todas las especies del género son endémicas de Perú, más concretamente del departamento del Cuzco. Habitan en zonas de alta montaña, entre los 3400 y los 3663 m s. n. m..

## Especies
Se reconocen las siguientes 9 especies según ASW:
- Bryophryne abramalagae Lehr & Catenazzi, 2010
- Bryophryne bakersfield[2] Chaparro, Padial, Gutiérrez & De la Riva, 2015
- Bryophryne bustamantei (Chaparro, De la Riva, Padial, Ochoa & Lehr, 2007)
- Bryophryne cophites (Lynch, 1975)
- Bryophryne flammiventris Lehr & Catenazzi, 2010
- Bryophryne gymnotis Lehr & Catenazzi, 2009
- Bryophryne hanssaueri Lehr & Catenazzi, 2009
- Bryophryne nubilosus Lehr & Catenazzi, 2008
- Bryophryne zonalis Lehr & Catenazzi, 2009

## Publicación original
- Hedges, S. B., W. E. Duellman & M. P. Heinicke. 2008. New World direct-developing frogs (Anura: Terrarana): molecular phylogeny, classification, biogeography, and conservation. Zootaxa, n. 1737, p.1-182.